# 坎佩切州
坎佩切州（西班牙語：Campeche）是墨西哥東南部的一個州，南臨瓜地馬拉貝登省，並有一小段與貝里斯的國界，西臨墨西哥灣。歷史上是尤卡坦州的一部分，直至1857年8月7日成為聯邦州之一。
「坎佩切」在西班牙語的意思是墨水樹，一說是源於馬雅時代的坎佩切市。1540年西班牙人在此城上建立了。